# Фомін Олександр Олександрович
Олекса́ндр Олекса́ндрович Фомі́н — майор медичної служби Збройних сил України.

## З життєпису
Станом на лютий 2015 року — начальник відділення травматології Військово-медичного клінічного центру Центрального регіону, Вінниця.

## Нагороди
- 27 червня 2015 року — за особисту мужність і героїзм, виявлені у захисті державного суверенітету та територіальної цілісності України, вірність військовій присязі, відзначений — нагороджений орденом Данила Галицького
- 27 липня 2024 року — орден святого Пантелеймона[1]